# Sechellophryne pipilodryas
Sechellophryne pipilodryas é uma espécie de anfíbio anuro da família Sooglossidae que é endêmica da ilha Silhouette, nas Seychelles. Habita florestas da palmeira Phoenicophorium borsigianum em altitudes superiores aos 150 metros do nível do mar, podendo ser encontrada em uma área de sete quilômetros quadrados.
É uma espécie relativamente pequena, com os machos medindo de dez a 12,6 milímetros e as fêmeas medindo entre 14,3 e 15,8 milímetros. Sua coloração é variável, possuindo uma listra rastiforme que percorre desde a região entre os olhos e os membros anteriores até o ventre. Possui olhos grandes e a tíbia e os dedos são pequenos. Sua vocalização é composta por uma série de guinchos estridentes repetidos. Seus modos reprodutivos e os locais de desova são desconhecidos, mas levando em consideração os hábitos tomados pelas espécies próximas filogeneticamente, é bem provável que apresente desenvolvimento direto, ou seja, não passam por metamorfose, e que seus ovos sejam depositados no chão da floresta ou entre as folhas das palmeiras.
Foi descrita pela primeira vez em 2002, pelos pesquisadores Justin Gerlach e Johanna Willi, recebendo o nome científico de Sooglossus pipilodryas. Porém, em 2007, os pesquisadores criaram um novo gênero, o Sechellophryne, tendo como base análises filogenéticas, morfológicas e comportamentais, no qual essa espécie foi incluída. Seu epíteto específico é uma alusão a sua vocalização, criado pela justaposição das palavras latinas pipilo, que significa chilro, e dryas, que significa espírito da floresta, juntas significando "chilros do espírito da floresta".
É tratada como espécie em perigo crítico (CR) pela União Internacional para a Conservação da Natureza (IUCN), tendo como justificativa o fato de ser encontrada em apenas uma pequena área (sete quilômetros quadrados) e estar apresentando queda populacional. Além disso, está sendo ameaçada pela introdução de espécies invasoras, como a planta Cinnamomum verum, e pelo aquecimento global, que está alterando o regime de chuvas da região, causando perda de habitat. É sugerido pela IUCN como meio de retardar a sua extinção a criação de programas de reprodução em cativeiro e a remoção de espécies exóticas de seu habitat. O Parque Nacional de Silhouette abrange sua área de distribuição em totalidade, o que pode ajudar na preservação da espécie.